# Anna Frank
Annelies Marie Frank, detta Anne (pronuncia olandese [ʔɑnəˈlis maːˈri ˈʔɑnə ˈfrɑŋk]; tedesca [ʔanəliːs maˈʁiː ˈʔanə ˈfʁaŋk], ), chiamata Anna Frank in italiano (Francoforte sul Meno, 12 giugno 1929 – Bergen-Belsen, febbraio o marzo 1945), è stata una giovane scrittrice ebrea tedesca, divenuta un simbolo della Shoah per il suo diario, scritto nel periodo in cui lei e la sua famiglia si nascondevano dai nazisti, e per la sua tragica morte nel campo di concentramento di Bergen-Belsen.

La Firma di Anna Frank

Visse gran parte della sua vita ad Amsterdam, nei Paesi Bassi, dove la famiglia si era rifugiata dopo l'ascesa al potere dei nazisti in Germania. Fu privata della cittadinanza tedesca nel 1935, divenendo così apolide, e nel proprio diario scrisse che ormai si sentiva olandese e che dopo la guerra avrebbe voluto ottenere la cittadinanza dei Paesi Bassi, paese nel quale era cresciuta.

## Biografia

### Infanzia a Francoforte
Anna nacque il 12 giugno 1929, come seconda figlia di Otto Heinrich Frank (12 maggio 1889 - 19 agosto 1980) e di sua moglie Edith Frank, nata a Holländer (16 gennaio 1900 - 6 gennaio 1945), nella clinica dell'Associazione delle donne patriottiche nel parco Eschenheim, a Francoforte, distrutta durante la seconda guerra mondiale. Aveva una sorella maggiore, Margot Betti Frank (16 febbraio 1926 - febbraio 1945).
Fino all'età di due anni Anna visse nell'edificio in Marbachweg n. 307 e in seguito si trasferì nella Ganghoferstraße n. 24 (entrambe nel quartiere Dornbusch). La famiglia Frank viveva in una comunità mista e i figli crebbero insieme con bambini di fede cattolica, protestante ed ebraica. I Frank erano ebrei riformati: molte tradizioni ebraiche erano conservate, ma solo alcune venivano praticate. Edith era la più credente, mentre Otto, che aveva prestato servizio come ufficiale per l'esercito tedesco durante la prima guerra mondiale, lavorava come imprenditore e si occupava principalmente dell'educazione delle sue figlie, che stimolava alla lettura grazie anche alla ricca biblioteca privata che possedeva. Anna dovette sempre confrontarsi con i paragoni con la sorella maggiore Margot: questa era buona, esemplare e timida, mentre Anna era molto più vivace, piena di interessi, ma anche estroversa e impulsiva, e si sentiva costantemente trattata peggio della sorella.
Prima che il nazionalsocialismo irrompesse nella sua vita e la distruggesse, Anna viveva tranquillamente con la sua famiglia e con i suoi amici a Francoforte. Poteva anche fare visita a Basilea alla nonna Alice Frank, la madre di Otto. Nel 1931 questa si era trasferita con la figlia Hélène detta "Leni" (zia di Anna e sorella di Otto) e i figli di lei Stephan e Bernhard (è stato un attore con lo pseudonimo di Buddy Elias e presidente della Anne Frank Fonds di Basilea, società che amministra i diritti d'autore sul diario di Anna) a Basilea, dove suo marito nel 1929 aveva aperto la rappresentanza svizzera della Opekta, una ditta che produceva pectina per la realizzazione di marmellate. Anna Frank viene descritta dal cugino Bernhard come una "bambina vivace, che non faceva altro che ridere".
Subito dopo che la NSDAP ebbe ottenuto la maggioranza alle elezioni comunali di Francoforte del 13 marzo 1933, poche settimane dopo l'ascesa al potere di Hitler, cominciarono a esserci delle dimostrazioni antisemite. Otto Frank cominciò a temere per il futuro della sua famiglia e insieme alla moglie cominciò a pensare a cosa sarebbe potuto succedere se fossero rimasti in Germania. Più tardi, nello stesso anno, Edith si trasferì con le figlie ad Aquisgrana da sua madre Rosa Holländer. Otto inizialmente rimase a Francoforte, ma in seguito ricevette da Robert Feix (chimico austriaco comproprietario dell'azienda) l'offerta di aprire una filiale dell'Opekta ad Amsterdam. Si trasferì quindi nei Paesi Bassi per organizzare i suoi affari e per preparare l'arrivo del resto della sua famiglia. Nel frattempo, con la legge sulla cittadinanza, la famiglia Frank perse la cittadinanza tedesca.

### L'esilio ad Amsterdam

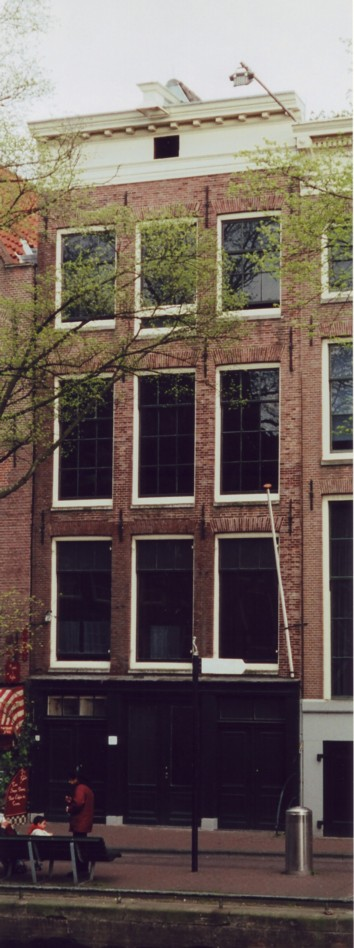
La casa di Anna Frank ad Amsterdam, in Prinsengracht 263

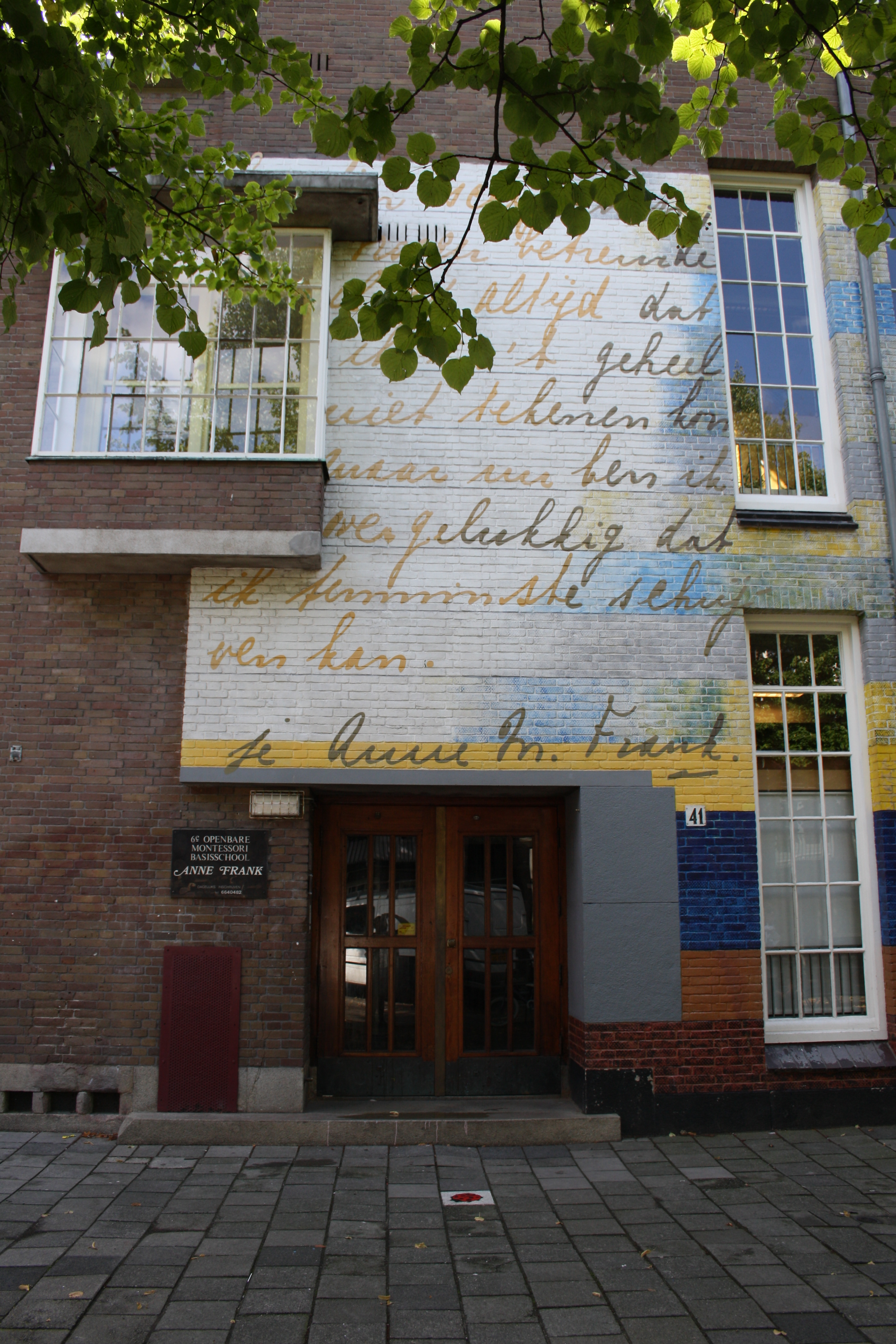
6ª Scuola Primaria Pubblica Montessori di Anne Frank ad Amsterdam, 2010. Testo in facciata: "Nessuno che non scrive da sé stesso sa quanto sia bello scrivere; mi pentivo di non poter disegnare affatto, ma ora sono felicissima di poter almeno scrivere. La tua Anne M. Frank." Anne Frank, Diario, 5 aprile 1944

Edith e la figlia maggiore raggiunsero Otto nel dicembre del 1933, Anna nel febbraio 1934. I Frank andarono a vivere in un palazzo condominiale in Merwedeplein n. 37, nel nuovo quartiere di Rivierenbuurt, in quella che al tempo era la periferia meridionale della città e in cui molte famiglie tedesche di origini ebraiche avevano cercato una nuova patria. Anche in esilio i genitori si occuparono dell'educazione delle due figlie: Margot frequentò una scuola pubblica, mentre Anna venne iscritta alla scuola pubblica montessoriana nº 6 nella vicina Niersstraat. Mentre Margot eccelleva soprattutto in matematica, Anna si mostrava portata nel leggere e nello scrivere. Tra le amiche più intime di Anna dopo il 1934 si annoverano Hanneli Goslar e Sanne Ledermann.
Più tardi, Hanneli raccontò che spesso Anna scriveva di nascosto e non rivelava a nessuno quello che scriveva. Questi primi appunti sono andati persi, ma "Hanneli", come veniva chiamata da Anna, è stata un'importante testimone le cui memorie sono state raccolte in un libro nel 1998 da Alison Leslie Gold. Un'altra amica, Jacqueline van Maarsen, raccontò in seguito le esperienze vissute insieme con Anna.
Nel 1935 e nel 1936 Anna poté ancora fare spensierate vacanze in Svizzera con la sua prozia parigina Olga Spitzer, a Sils im Engadin, dove strinse amicizia con una ragazza del posto. Solo di recente, su iniziativa privata, è stato eretto un monumento in ricordo di Anna là dove sorgeva "Villa Spitzer" (oggi "Villa Laret"). Dal 1933 Otto Frank diresse la filiale olandese della ditta (tedesca) Opekta e nel 1938 avviò una seconda ditta insieme con il macellaio Hermann van Pels - anche lui in fuga con la sua famiglia ebrea da Osnabrück - per la distribuzione di sale da conservazione, erbe e spezie: la Pectacon della cui pubblicità su giornali e riviste si occupò lo studio di Annemie Wolff e di suo marito. Nel frattempo ad Aquisgrana i nazisti espropriarono la banca di suo padre Michael, banca per altro già segnata dalla crisi finanziaria del 1929.
Nel 1939 la madre di Edith raggiunse i Frank ad Amsterdam, dove rimase fino alla sua morte, nel gennaio del 1942. Di quanti pochi scrupoli si facessero i nazisti i Frank appresero in prima persona dal fratello di Edith, Walter Holländer, che durante la notte dei cristalli era stato arrestato e portato nel campo di concentramento di Sachsenhausen, per poi ottenere un'autorizzazione speciale che gli aveva consentito di emigrare nei Paesi Bassi. Otto non si fece però distogliere dal suo ottimismo dai racconti delle sinagoghe in fiamme: definì l'accaduto come un "attacco febbrile" che avrebbe poi riportato tutti alla ragione.
La speranza divenne però paura allorquando, con l'attacco alla Polonia nel settembre 1939, scoppiò la seconda guerra mondiale. Gli ebrei in esilio temevano che anche i Paesi Bassi, che cercavano di mantenere la loro neutralità, venissero minacciati dall'espansionismo di Hitler. E in effetti, il 10 maggio 1940 i Paesi Bassi furono attaccati e occupati dalla Wehrmacht tedesca: le forze olandesi capitolarono e la regina Guglielmina volò in esilio a Londra. Presto apparve evidente che per gli ebrei dei Paesi Bassi incombeva lo stesso destino di quelli delle altre zone occupate. Otto e Edith non poterono più tenere nascosti ai figli i problemi politici: fino ad allora i genitori avevano sempre cercato di fare da scudo alle bambine, cercando di garantire loro un'apparente normalità. Come testimoniano alcune lettere rinvenute nel 2007, Otto Frank aveva più volte cercato di ottenere asilo negli Stati Uniti o a Cuba, anche con l'aiuto dell'amico Nathan Straus, che aveva contatti con la First Lady Eleanor Roosevelt, ma i tentativi furono vani. Nuove leggi antisemite toglievano loro progressivamente sempre più diritti: vennero esclusi dalla vita sociale e da quella pubblica. In particolare, il divieto di andare al cinema colpì molto duramente Anna, che era un'entusiasta cinefila e collezionista di foto di star del cinema. Come tutti gli ebrei dovette abbandonare la scuola pubblica per iscriversi a uno speciale liceo per sole ragazze ebree. Fu introdotto l'obbligo per tutti gli ebrei di registrarsi in un apposito registro anagrafico (con foto e impronte digitali), in seguito dovettero registrare addirittura le loro biciclette. Quando furono obbligati a portare sui vestiti la stella gialla che contrassegnava gli ebrei, molti olandesi iniziarono a solidarizzare con loro. Per contro, nacque anche un partito nazista olandese, il Movimento Nazional-Socialista. Per proteggere le sue aziende dalla confisca che colpiva le imprese gestite da ebrei, Otto cedette la direzione pro forma ai suoi collaboratori ariani, Johannes Kleiman e Victor Kugler, e l'impresa assunse il nome di Gies & Co.
Il 12 giugno 1942, per il suo tredicesimo compleanno, Anna ricevette un quadernino a quadretti bianco e rosso, sul quale avrebbe cominciato a scrivere (in olandese) il Diario, inizialmente sotto forma di annotazioni a proposito della scuola e degli amici, quindi come immaginaria corrispondenza con le protagoniste di una popolare serie di romanzi per ragazze, "Joop ter Heul", della scrittrice olandese Cissy van Marxveldt, di cui lei e le amiche erano accanite lettrici.

### La clandestinità

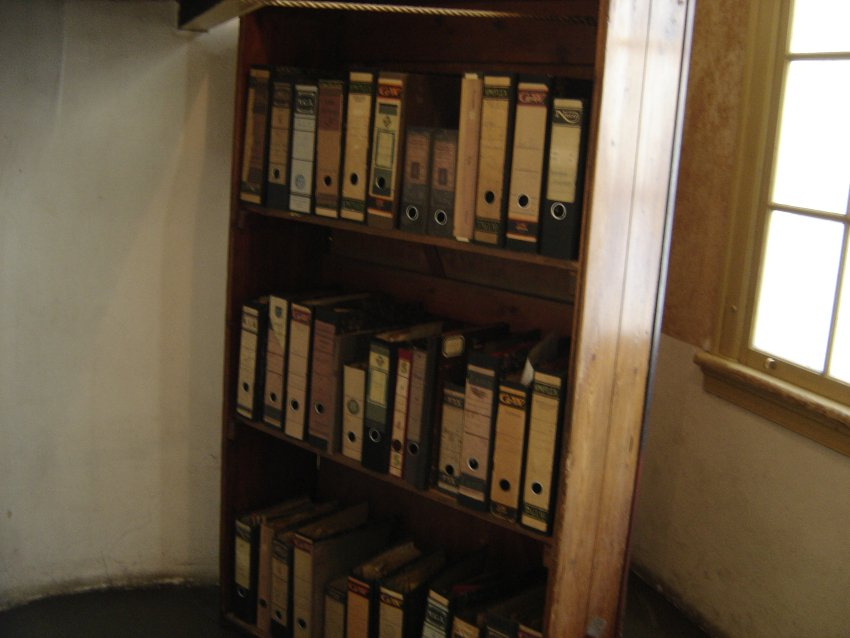
Ricostruzione della libreria girevole che nascondeva l'accesso al rifugio segreto

Otto Frank aveva preparato un nascondiglio nella casa retrostante (Achterhuis in olandese) l'edificio in cui aveva sede la ditta, in Prinsengracht 263, seguendo un suggerimento del suo collaboratore Kleiman. L'edificio principale, nelle vicinanze della Westerkerk, era discreto, vecchio e tipico di questo quartiere di Amsterdam; l'achterhuis era un edificio a tre piani che si trovava dietro l'edificio principale. Al primo piano c'erano due piccole camere con bagno e toilette; di sopra c'erano una camera grande e una più piccola; infine tramite una scala si arrivava al sottotetto. La porta che conduceva a questo retrocasa di quasi 50 m², che era collegata con una ripida scala all'ingresso degli uffici, venne nascosta da una libreria girevole.
Otto aveva chiesto aiuto alla sua segretaria Miep Gies (nata Hermine Santrouschitz): sebbene lei sapesse di andare incontro a grossi problemi nel caso fossero stati scoperti, accettò di aiutarlo e se ne assunse la pesante responsabilità. Insieme con suo marito Jan Gies e ai collaboratori di Frank Kugler e Kleiman, nonché Bep Voskuijl, Miep aiutò gli abitanti del retrocasa.
Il 5 luglio 1942, Margot ricevette da parte dell'Ufficio Centrale per l'emigrazione ebraica ad Amsterdam un invito a comparire per la deportazione in un campo di lavoro: se Margot non si fosse presentata l'intera famiglia Frank sarebbe stata arrestata. La situazione, ormai diventata tragica, spinse Otto ad anticipare i tempi. Già la mattina del giorno successivo, il 6 luglio, la famiglia Frank lasciò l'appartamento di  Merwedeplein per trasferirsi nell'alloggio segreto. Per sviare i controlli, i Frank avevano lasciato il loro appartamento sottosopra con un biglietto in cui dicevano di essere fuggiti in Svizzera. Dopo una settimana nell'Achterhuis arrivò anche la famiglia Van Pels, mentre nel novembre 1942 si aggiunse il dentista Fritz Pfeffer.
| Nome                  | Pseudonimo                                            | Nascita                        | Morte                                                                           |
| --------------------- | ----------------------------------------------------- | ------------------------------ | ------------------------------------------------------------------------------- |
| Otto Heinrich Frank   | Frederik Aulis / Robin (da Anna)                      | 12 maggio 1889 a Francoforte   | 19 agosto 1980 a Birsfelden presso Basilea                                      |
| Edith Frank-Holländer | Nora Aulis / Robin (da Anna)                          | 16 gennaio 1900 ad Aquisgrana  | 6 gennaio 1945 nel campo di sterminio di Birkenau                               |
| Margot Betti Frank    | Betty Aulis / Robin (da Anna)                         | 16 febbraio 1926 a Francoforte | fine febbraio o inizio marzo 1945 nel campo di concentramento di Bergen-Belsen  |
| Annelies Marie Frank  | Anne Aulis / Robin (da Anna)                          | 12 giugno 1929 a Francoforte   | fine febbraio o inizio marzo 1945 nel campo di concentramento di Bergen-Belsen  |
| Hermann van Pels      | Hans van Daan (da Anna) Hermann van Daan (nel diario) | 31 marzo 1898 a Gehrde         | 6 o 8 settembre 1944 nel campo di concentramento di Auschwitz                   |
| Auguste van Pels      | Petronella van Daan                                   | 29 settembre 1900 a Buer       | 9 aprile 1945 a Raguhn, lager esterno del campo di concentramento di Buchenwald |
| Peter van Pels        | Alfred van Daan (da Anna) Peter van Daan (nel diario) | 8 novembre 1926 a Osnabrück    | 5 maggio 1945 nel campo di concentramento di Mauthausen                         |
| Fritz Pfeffer         | Albert Dussel                                         | 30 aprile 1889 a Gießen        | 20 dicembre 1944 nel campo di concentramento di Neuengamme                      |

| Nome                             | Pseudonimo                | Nascita                       | Morte                        |
| -------------------------------- | ------------------------- | ----------------------------- | ---------------------------- |
| Miep Gies-Santrouschitz          | Anne van Santen (da Anna) | 15 febbraio 1909 a Vienna     | 11 gennaio 2010 ad Amsterdam |
| Jan Gies                         | Henk van Santen (da Anna) | 18 ottobre 1905 ad Amsterdam  | 26 gennaio 1993 ad Amsterdam |
| Victor Kugler                    | Harry Kraler (da Anna)    | 5 o 6 giugno 1900 a Hohenelbe | 16 dicembre 1981 a Toronto   |
| Johannes Kleiman                 | Simon Koophuis (da Anna)  | 1896 a Koog aan de Zaan       | 30 gennaio 1959 ad Amsterdam |
| Elisabeth "Bep“van Wijk-Voskuijl | Elly Kuilmans (da Anna)   | 5 luglio 1919 ad Amsterdam    | 6 maggio 1983 ad Amsterdam   |

L'iniziale speranza di Otto di poter tornare tutti in libertà dopo qualche settimana si rivelò vana: furono costretti a restare nascosti per più di due anni. Durante tutto questo periodo non potevano uscire né fare nulla che potesse attirare l'attenzione (ad esempio facendo rumore). Il clima di tensione nel retrocasa, dove i rifugiati vivevano costantemente nella paura e nell'incertezza, portava ripetutamente a tensioni e conflitti. Ad esempio Anna era in conflitto con Fritz Pfeffer, col quale divideva la stanza e che quindi disturbava la sua privacy: nel diario Anna utilizzò lo pseudonimo di "Dussel" (sciocco), senza tenere in considerazione che anche per il dentista non erano tempi facili, dovendo tra l'altro stare separato dalla compagna Charlotte Kaletta, che in quanto cristiana non doveva nascondersi. Anna litigò spesso anche con sua madre, sempre più disperata e senza speranze: il padre Otto faceva spesso da mediatore. Per Anna era particolarmente dura perché, all'inizio della sua adolescenza, si trovava rinchiusa con i genitori e obbligata a comportarsi in modo rigidamente disciplinato.
Miep Gies non si occupava solo di fornire i viveri, ma anche di informare gli otto sulla guerra. A mezzogiorno tutti gli aiutanti si incontravano a tavola con gli occupanti del retrocasa e la sera, quando i lavoratori dell'impresa se ne erano andati, Anna e gli altri potevano uscire dal retrocasa e andare nell'edificio principale, dove ascoltavano alla radio le preoccupanti notizie della BBC.
Il 17 luglio partì il primo treno per Auschwitz e agli ebrei fu tolta la cittadinanza.
Durante il periodo di clandestinità, Anna lesse molti libri, migliorò il suo stile e si sviluppò velocemente in scrittrice consapevole. Mise in dubbio che suo padre Otto amasse veramente Edith e supponeva che l'avesse sposata solo per motivi razionali. La ragazzina cominciò inoltre a interessarsi a Peter van Pels, descritto come timido e noioso, ma dopo un momento impetuoso la relazione finì. Anna sapeva delle deportazioni e della taglia sugli ebrei. Alcuni brani del diario in cui la ragazza, ormai alle soglie della pubertà, annota i propri dubbi e curiosità riguardo al sesso, furono eliminati dalle prime stampe, come una serie di annotazioni e dubbi circa l'affiatamento dei propri genitori.

### L'arresto
In seguito a una segnalazione da parte di una persona mai identificata, la mattina del 4 agosto 1944, attorno alle 10, la Gestapo fece irruzione nell'alloggio segreto. Tra i sospettati della soffiata vi è un magazziniere della ditta di Otto Frank, Willem van Maaren, mentre secondo altre fonti sarebbe stato il notaio ebreo Arnold van den Bergh. Nel Diario del giovedì 16 settembre 1943, Anna afferma esplicitamente che Van Maaren nutriva sospetti sull'alloggio segreto, e lo descrive come "una persona notoriamente poco affidabile, molto curiosa e poco facile da prendere per il naso". Gli otto clandestini furono arrestati insieme con Kugler e Kleiman e trasferiti al quartier generale della Sicherheitsdienst ad Amsterdam, in Euterpestraat, poi nella prigione di Weteringschans e dopo tre giorni l'8 agosto al campo di smistamento di Westerbork.
Gli aiutanti non furono più in grado di proteggere i clandestini e furono costretti a mostrare il nascondiglio all'agente nazista austriaco Karl Josef Silberbauer. Kugler e Kleiman furono portati nelle prigioni del Sicherheitsdienst (servizio segreto delle SS) in Euterpestraat. L'11 settembre 1944 furono trasferiti nel campo di concentramento di Amersfoort. Kleiman fu liberato il 18 settembre 1944 per motivi di salute, Kugler invece riuscì a fuggire il 28 marzo 1945. Miep Gies e Bep Voskuilj, presenti al momento dell'arresto, scapparono mentre la polizia arrestava i clandestini (restando nei paraggi). Dopo la partenza della polizia e prima del suo ritorno per la perquisizione, Miep tornò alla palazzina per raccogliere quanti più fogli possibili tra quelli che l'agente Silberbauer aveva sparso per la stanza mentre stava cercando una cassetta con il denaro dei prigionieri: questi appunti furono custoditi in un cassetto di una scrivania della ditta per restituirli ad Anna o a suo padre alla fine della guerra. È possibile che siano andati perduti alcuni scritti di Anna, oltre a un diario tenuto dalla sorella Margot, di cui Anna fa menzione.
Gli otto rifugiati furono prima interrogati dalla Gestapo e tenuti in arresto per la notte, e il 5 agosto trasferiti nella sovraffollata prigione Huis van Bewaring in Weteringschans. Due giorni dopo ci fu un nuovo trasferimento al campo di transito di Westerbork. Arrestati come delinquenti, i detenuti erano costretti a compiere i lavori più duri. Le donne - separate dagli uomini - lavoravano nel reparto pile: vivevano nella speranza di rendersi indispensabili per non morire. Arrivavano non solo notizie positive sull'avanzata degli Alleati, ma anche quelle sui trasporti verso i campi di concentramento in Europa orientale. Secondo alcune testimonianze dei prigionieri di Westerbork, Anna sembrava persa. Dopo un lungo periodo aveva ritrovato la fede. Il 2 settembre, insieme con la famiglia e la famiglia van Pels, durante l'appello fu selezionata per il trasporto ad Auschwitz.

#### Il delatore

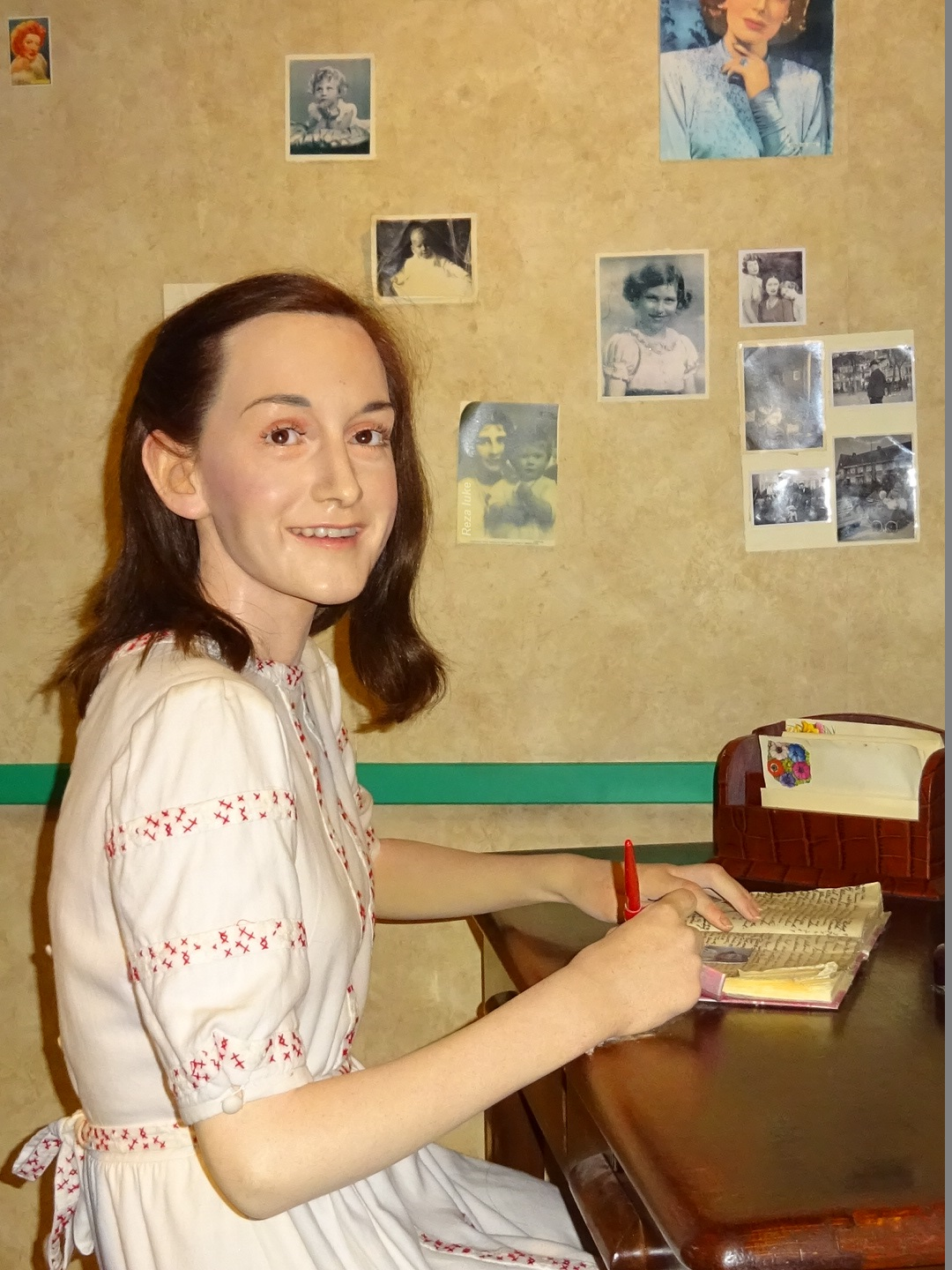
Statua di cera di Anna Frank al Madame Tussauds di Amsterdam

Nonostante le ricerche fatte dopo la guerra, la persona (o forse le persone) che avvisò  la Gestapo della presenza di otto persone negli uffici di Prinsengracht non fu mai individuata con certezza. Otto Frank scrisse a Kugler, già negli anni sessanta, che, in base alle ricerche da lui effettuate, la telefonata alla Gestapo che portò al loro arresto sarebbe stata fatta da una donna la mattina stessa del 4 agosto 1944. L'agente che arrestò gli otto rifugiati, Karl Josef Silberbauer, non seppe o non volle fornire l'identità del delatore, anche se ammise che non era pratica abituale mandare immediatamente una pattuglia subito dopo una delazione anonima, a meno che la denuncia non provenisse da informatori già noti e, pertanto, affidabili.
In base alle annotazioni sul diario di Anna e ai sospetti dei dipendenti della ditta, che dopo la guerra ne misero a parte Otto Frank, il delatore fu inizialmente identificato nel magazziniere Willem van Maaren (1895-1971), assunto dalla Opekta nel 1943 per sostituire il padre di Bep Voskuijl, malato di cancro. Emerse che l'uomo, prima di essere assunto dalla Opekta, era stato licenziato dal precedente lavoro con l'accusa di furto. La giovane impiegata Bep Voskuijl affermò che Van Maaren le incuteva timore e tanto lei quanto gli altri benefattori ricordarono numerosi comportamenti del magazziniere che apparivano sospetti.
In più occasioni, Van Maaren era stato notato aggirarsi all'interno dell'edificio, anche al di fuori del magazzino dove svolgeva la propria attività e, almeno in un caso, avrebbe chiesto al direttore Kugler se un tal Otto Frank avesse precedentemente lavorato per la Opekta, domanda a cui Kugler rispose evasivamente, lasciando intendere che Frank e la famiglia erano riusciti a fuggire clandestinamente in Svizzera e da allora non avevano più dato notizie. Altre volte, Van Maaren avrebbe interrogato con curiosità Kleiman chiedendo a chi appartenessero le stanze ubicate ai piani superiori dell'edificio e come mai mancasse un accesso diretto a detti locali.
Kugler sorprese spesso Van Maaren a piazzare nei locali della ditta quelle che chiamò "trappole" (farina sul pavimento, su cui sarebbero rimaste impronte, o oggetti in disordine sui tavoli) poco prima dell'orario di chiusura dell'ufficio: alla richiesta di spiegazioni, si era giustificato asserendo che stava solo cercando di smascherare i ladri che avevano ripetutamente saccheggiato i magazzini. Un giorno, inoltre, Van Maaren consegnò a Kugler un borsellino vuoto (appartenente a Hermann van Pels) sostenendo di averlo rinvenuto il mattino presto nel magazzino e chiedendogli se fosse suo. Van Pels confidò a Kugler di essersi effettivamente recato in detto locale la notte prima e che in tale occasione il borsellino, contenente una notevole somma di denaro e tagliandi alimentari, doveva essergli scivolato di tasca; tuttavia, quando Van Maaren rese l'oggetto al direttore, i soldi mancavano.
Dopo l'arresto dei rifugiati, i furti nel magazzino continuarono e in alcune occasioni furono completamente saccheggiate anche riserve di provviste (spezie, conservanti e altro) e denaro prima di allora rimasti nascosti. A detta di Miep Gies, Van Maaren si sarebbe vantato di poter fare qualcosa per ottenere il rilascio degli arrestati e la donna rimase ancor più contrariata quando scoprì che la Gestapo aveva incaricato proprio lui di vigilare sulla ditta. Solo dopo la guerra Kleiman riuscì a licenziare Van Maaren, avendolo colto in flagranza nell'atto di rubare.
Van Mareen non negò mai esplicitamente di aver rubato merce sul posto di lavoro: deve comunque notarsi che gli ultimi anni dell'occupazione tedesca nei Paesi Bassi furono particolarmente pesanti per la popolazione locale a causa delle requisizioni di viveri e del razionamento anche dei beni di prima necessità, e che quindi episodi di furto e vandalismo non erano affatto rari. L'ex magazziniere comunque negò con forza di aver tradito lui i rifugiati, anche se il suo collega, tal Lammert Hartog, dichiarò che, al massimo due settimane prima dell'irruzione della Gestapo, Van Maaren gli avrebbe detto in confidenza che nell'edificio si nascondevano degli ebrei. Van Maaren fu indagato due volte per le sue presunte responsabilità nel tradimento dei rifugiati, la prima volta nel 1948 e quindi nel 1963, ma non emersero mai prove concrete contro di lui.
L'ex nazista Silberbauer, all'epoca ancora in vita, dichiarò che il magazziniere non era noto come informatore della Gestapo e negò di conoscerlo. L'uomo si dichiarò estraneo ai fatti, sostenendo che la sua curiosità era dovuta semplicemente al desiderio di allontanare i sospetti di furto dalla sua persona e aggiunse, smentendo il collega Hartog ormai deceduto, di non aver mai avuto sospetti sulla presenza di clandestini nell'edificio. Ammise comunque di aver notato "una certa aria di segretezza", precisando che la notizia dell'arresto lo aveva lasciato sconvolto.
Emerse, inoltre, che durante la guerra l'uomo aveva tenuto nascosto in casa uno dei propri figli, studente universitario, che aveva rifiutato di arruolarsi al seguito degli invasori nazisti; tale circostanza parve deporre a suo favore. Willem van Maaren morì ad Amsterdam il 28 novembre 1971 all'età di 76 anni, professando la propria innocenza fino all'ultimo.
La seconda persona sospettata di delazione fu Lena Hartog-van-Bladeren (deceduta nel 1963), che aveva lavorato per diverso tempo come donna delle pulizie e collaboratrice domestica, anche presso gli uffici di Prinsengracht, anche se inspiegabilmente aveva nascosto tale circostanza agli inquirenti. Suo marito Lammert lavorava in magazzino come aiutante di Van Maaren e da questi aveva sentito i racconti sulle sue osservazioni, poi raccontate anche alla moglie. Nel mese di luglio 1944, Lena Hartog avrebbe avuto un colloquio con Bep Voskuijl, chiedendole spiegazioni sulla presenza di ebrei che si nascondevano nell'edificio; l'impiegata non ammise alcunché, limitandosi a suggerire alla donna di guardarsi bene dal fare certe affermazioni, considerato il pericolo cui simili chiacchiere potevano esporre tutto il personale della Opekta. Nello stesso periodo, inoltre, Lena Hartog aveva prestato servizio presso una famiglia di conoscenti di Otto Frank e Johannes Kleiman, tali Anne e Petrus Genot, quest'ultimo collega di lavoro del fratello di Kleiman. Hartog si sarebbe più volte lamentata con Anne Genot del fatto che alcuni ebrei si nascondevano in Prinsengracht e che ciò avrebbe provocato guai a lei e al marito se la circostanza fosse divenuta di dominio pubblico. Emerse in seguito che, nel vicinato, non pochi abitanti e impiegati di ditte vicine avevano nutrito sospetti sulla presenza dei rifugiati al numero 263, ma in generale era prevalso un atteggiamento di solidarietà, tanto più che in zona si nascondevano anche altri ebrei. I sospetti su Lena furono rafforzati dalle ricerche dalle quali Otto Frank scoprì che probabilmente la chiamata alla Gestapo era stata fatta da una donna: ma nemmeno contro di lei si riuscì a trovare alcuna prova.
Nel 1998 la scrittrice Melissa Müller la identificò come responsabile della delazione, ma ritirò l'accusa nel 2003 allorquando la storica britannica Carol Ann Lee confutò tale tesi, supportata dalle ricerche senza esito dell'Istituto olandese per la documentazione di guerra (Nederlands Instituut voor Oorlogsdocumentatie, NIOD). Nel suo libro The hidden life of Otto Frank (2002) Lee propose un nuovo nome, quello di Anton Ahlers (1917-2000), un olandese cacciatore di taglie sugli ebrei. All'epoca dell'occupazione nazista i cacciatori di taglie erano numerosi e si guadagnavano da vivere grazie ai premi riconosciuti a chi permetteva l'arresto di un ebreo. Dalle ricerche di Lee risulterebbe che il potenziale delatore, che lavorava come informatore per Kurt Döring del quartier generale della Gestapo ad Amsterdam, aveva ricattato Otto Frank. Questa tesi tuttavia è dibattuta: il NIOD non la considera veritiera, in quanto sono supposizioni legate esclusivamente a dichiarazioni dello stesso Ahlers (che si vantava di aver svelato il luogo del nascondiglio) e dei suoi famigliari (la moglie Martha smentì il marito, mentre il fratello Cas confermò la versione del tradimento).
Nel 2009 il giornalista olandese Sytze van der Zee, nel suo libro Vogelvrij – De jacht op de joodse onderduiker, si occupò dell'ipotesi che la traditrice potesse essere stata Ans van Dijk. Nonostante fosse ella stessa ebrea, Van Dijk consegnava al Bureau Joodsch Zaken ebrei che si erano nascosti e che lei attirava in trappola, con la promessa di trovare un nuovo rifugio. Secondo van der Zee, Otto Frank sapeva che la delazione era stata opera non solo di una donna, ma di una donna ebrea: per tale motivo avrebbe taciuto per non alimentare ulteriori pregiudizi. Tuttavia van der Zee non fu in grado di risolvere questo enigma: Ans van Dijk fu comunque l'unica donna fra 39 persone a essere giustiziata per reati commessi in tempo di guerra.
Nell'aprile 2015, nei Paesi Bassi uscì un libro (di cui è coautore uno dei figli di Bep Voskuijl, Joop van Wijk), dal titolo "Bep Voskuijl, Het Zwigen Voorbij" (ovvero: Bep Voskuijl, Basta silenzio)" che fornì una nuova versione sulla possibile identità del delatore, da identificarsi in Hendrika Petronella Voskuijl detta Nelly, sorella minore di Bep Voskuijl e a sua volta, per un breve periodo, dipendente della ditta Opekta in qualità di impiegata. Nelly Voskuijl, diversamente dal padre e dalla sorella, non faceva mistero delle proprie simpatie per il nazismo, tanto da essersi anche offerta per il lavoro volontario in Germania; quest'ultima circostanza fu annotata dalla stessa Anna - molto legata a Bep Voskuijl, di pochi anni più grande di lei - nel proprio diario.
In altri passi, Anna rilevò che c'erano state tensioni a proposito della sorella di Bep, che avrebbe preteso di essere stabilmente assunta dalla Opekta. Le testimonianze di Diny Voskuijl, sorella superstite di Bep e Nelly (quest'ultima deceduta nel 2001), nonché tal Bertus Hulsman, amico d'infanzia ed ex fidanzato di Bep durante la guerra, raccolte nel libro, indicano frequenti litigi tra Nelly e Bep, durante i quali la prima avrebbe ripetutamente rinfacciato alla sorella di stare nascondendo degli ebrei. Deve inoltre notarsi che le numerose lettere scambiate tra Bep e Otto Frank dopo la guerra sono state fatte sparire tutte dopo la morte di Bep, avvenuta nel maggio 1983, probabilmente per nascondere le responsabilità di parte della famiglia Voskuijl nell'arresto e deportazione di otto persone.

### Prigionia e destino dei rifugiati
Il 3 settembre 1944 Anna e gli altri clandestini furono caricati sull'ultimo treno merci in partenza per Auschwitz, dove giunsero tre giorni dopo. Edith, che già durante la clandestinità aveva manifestato segni di depressione, morì di inedia ad Auschwitz-Birkenau il 6 gennaio 1945, secondo alcune testimoni provata dall'essere stata separata dalle figlie. Hermann Van Pels morì in una camera a gas di Auschwitz il giorno stesso dell'arrivo, secondo la Croce Rossa, o poche settimane più tardi, secondo Otto Frank, a causa di una ferita infetta. Auguste Van Pels passò tra Auschwitz, Bergen-Belsen (dove per qualche tempo riuscì a stare vicina ad Anna e Margot e addirittura a fare incontrare Anna con la sua amica Hanneli Goslar, anch'ella internata nel lager), e Buchenwald arrivando a Theresienstadt il 9 aprile 1945. Deportata altrove, non se ne conosce la data di decesso.
Peter Van Pels, pur consigliato da Otto Frank di nascondersi con lui nell'infermeria di Auschwitz durante l'evacuazione, non riuscì a seguirlo e fu aggregato a una marcia della morte il 16 gennaio 1945 che lo portò da Auschwitz a Mauthausen (Austria), dove morì appena tre giorni prima della liberazione, avvenuta il 5 maggio seguente. Fritz Pfeffer, a quanto sembra fisicamente e psicologicamente provato, dopo essere passato per i campi di concentramento di Sachsenhausen e Buchenwald, morì nel campo di concentramento di Neuengamme il 20 dicembre 1944.

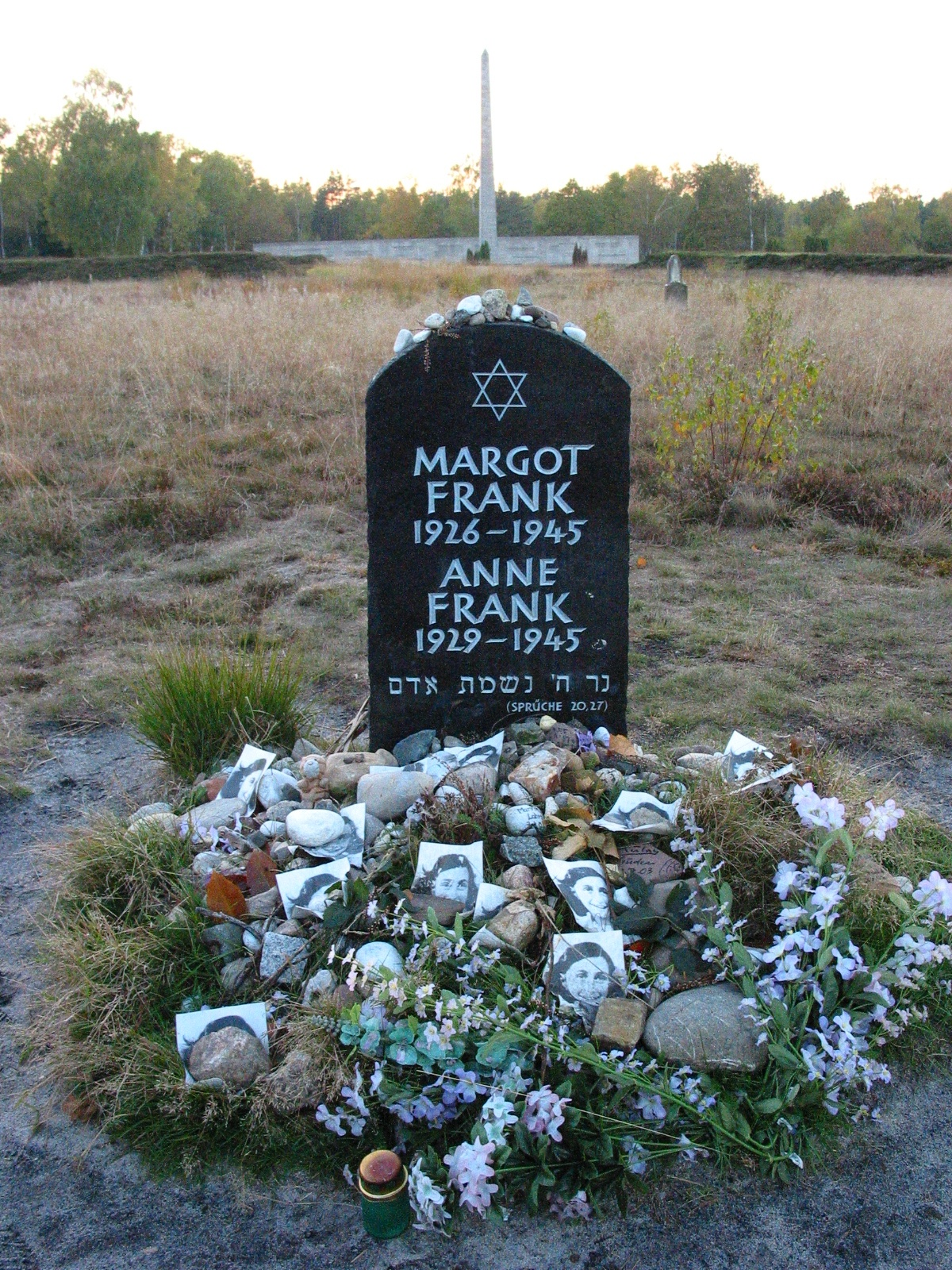
Tomba di Anna e Margot a Bergen-Belsen, dove morirono nel febbraio 1945

Margot e Anna passarono un mese ad Auschwitz-Birkenau e vennero poi spedite a Bergen-Belsen, dove morirono di tifo esantematico. Margot fu la prima, nonostante le cure della sorella, e fu seguita il giorno successivo da Anna. La data della loro morte non è nota con certezza: inizialmente era indicata come avvenuta nel mese di marzo, ma nuove ricerche pubblicate nel 2015 l'hanno retrodatata al febbraio 1945. Una giovane infermiera olandese, Janny Brandes-Brilleslijper, che nel lager aveva stretto amicizia con le due ragazze e assistito alla morte di Anna, seppellì personalmente i cadaveri in una delle fosse comuni del campo e, subito dopo la liberazione, scrisse a Otto Frank comunicandogli la tragica notizia.
Kleiman fu liberato per intervento della Croce Rossa un mese dopo l'arresto, il 18 settembre 1944, a causa delle gravi ulcere che lo affliggevano da anni. È morto ad Amsterdam nel 1959, mentre lavorava negli uffici di Prinsengracht, dove aveva ripreso le sue funzioni di procuratore della ditta. Kugler fu deportato in più campi di concentramento sino al termine della guerra. Riuscì a evadere durante un bombardamento e a fare ritorno a Hilversum, dove la moglie, malata terminale, lo nascose nell'ultimo mese di guerra. Nel dopoguerra, Kugler si risposò e si trasferì in Canada; minato dalla malattia di Alzheimer, morì a Toronto nel 1981.
Solo il padre di Anna, tra i clandestini, sopravvisse ai campi di concentramento. Rimase prigioniero ad Auschwitz fino alla liberazione da parte dell'esercito sovietico il 27 gennaio 1945; il 3 giugno tornò ad Amsterdam dopo tre mesi di viaggio, si stabilì in città presso Miep Gies e il marito Jan, assistendo alla nascita del loro figlio, Paul. Una volta appresa la notizia della morte di Anna e Margot, Miep consegnò a Otto il diario della ragazza, che lei stessa aveva conservato nel proprio ufficio con l'intento di restituirlo solo alla legittima proprietaria. Otto, superato l'iniziale sconforto per la perdita della propria famiglia, mostrò gli scritti della figlia a diversi amici che lo convinsero a darlo alle stampe.
Otto stesso, in sede di revisione del manoscritto, ne modificò la grammatica e la sintassi, omettendo alcune parti perché considerate troppo private e poco rispettose dei compagni di sventura, in modo da renderlo adatto per la pubblicazione (solo anni dopo ne venne approntata una versione maggiormente fedele). Il diario venne pubblicato nel 1947 con il titolo di Het Achterhuis ("Il retrocasa" in olandese).
Otto, che nel frattempo si era risposato con una superstite di Auschwitz, la viennese Elfriede Markovits, madre di un'amica di Anna, morì di cancro ai polmoni a Basilea, in Svizzera, dove si era stabilito da tempo, il 19 agosto 1980, all'età di 91 anni.

## IlDiario di Anna Frank

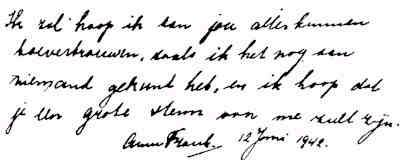
All'inizio del diario: Spero di poterti affidare tutto come non ho mai potuto farlo a nessuno e spero che mi sarai di grande supporto. Anne Frank 12 giugno 1942

Il diario principia come espressione privata dei pensieri intimi dell'autrice, la quale manifesta l'intenzione di non permettere mai che altri ne prendano visione. Anna vi racconta della propria vita, della propria famiglia e dei propri amici, del suo innamoramento per Peter, nonché della sua precoce vocazione a diventare scrittrice. Il diario mostra la rapidissima maturazione morale e umana dell'autrice e contiene anche considerazioni di carattere storico e sociale sulla guerra, sulle vicende del popolo ebraico e sulla persecuzione antisemita, sul ruolo della donna nella società.
Il 28 marzo 1944 Anna ascoltò una trasmissione radio di Gerrit Bolkestein — membro del governo olandese in esilio — il quale diceva che, una volta terminato il conflitto, avrebbe creato un registro pubblico delle oppressioni sofferte dalla popolazione del Paese sotto l'occupazione nazista; il ministro menzionò la pubblicazione di lettere e diari, cosa che spinse Anna a riscrivere sotto altra forma, e con diversa prospettiva, il proprio.
Esistono quindi due versioni autografe del diario:
1. la versione A, la prima redazione originale di Anna, che va dal 12 giugno 1942 al 1º agosto 1944, della quale non è stato ritrovato il quaderno (o i quaderni) che copriva il periodo 6 dicembre 1942 - 21 dicembre 1943;
2. la versione B, la seconda redazione di Anna, su fogli volanti, in vista della pubblicazione, che copre il periodo 20 giugno 1942 - 29 marzo 1944.

Il testo su cui si basò la prima edizione del 1947 (versione C) fu compilato da Otto Frank basandosi principalmente sulla versione B, apportando modifiche e cancellazioni e aggiungendo quattro episodi tratti da un altro autografo di Anna, i Racconti dell'alloggio segreto. L'edizione critica del diario, pubblicata nel 1986, compara queste tre versioni.
La casa dove Anna e la famiglia si nascondevano è diventato un museo. Si trova al numero 263 di Prinsengracht, nel centro della città, raggiungibile a piedi dalla stazione centrale, dal palazzo reale e dal Dam. Nel 1956 il diario fu adattato in un'opera teatrale che vinse il Premio Pulitzer, nel 1959 ne fu tratto un film, nel 1997 seguì un'opera di Broadway con materiale aggiunto dal diario originale.

## Edizioni italiane degli scritti di Anna Frank
- Anna Frank, Diario, prefazione di Natalia Ginzburg, traduzione di Arrigo Vita, Collana Saggi n. 175, Einaudi, Torino, I ed. 1954, ISBN 88-06-00281-3; Collana NUE n. 50, Einaudi, I ed. 1964;
- Ead., Il diario di Anna Frank, traduzione di Arrigo Vita, Milano, Mondadori, Milano, 1959.
- Ead., Il saggio mago e altri racconti, Rocca San Casciano, Cappelli Editore, 1959.
- Ead., Racconti dell'alloggio segreto, trad. E. Nissim, Collana Gli struzzi n. 279, Einaudi, Torino, 1983, ISBN 978-88-06-55988-5, pp. X-160; Collana Einaudi tascabili. Scrittori n. 1327, Einaudi, 2005.
- Ead., Diario. L'alloggio segreto, 12 giugno 1942 - 1º agosto 1944, a cura di Otto Frank e Mirjam Pressler, traduzione di Laura Pignatti, edizione italiana e appendice a cura di Frediano Sessi, Collana Gli struzzi n. 453, Torino, Einaudi, I ed. 1993 - 2014, ISBN 88-06-13130-3.
- Ead., I Diari di Anne Frank (Die dagboeken van Anne Frank), a cura dell'Istituto per la documentazione bellica dei Paesi Bassi, introduzioni di David Barnouw, Harry Paape, Gerrold van der Stroom, sintesi della relazione del laboratorio forense di H. J. J. Hardy, testo olandese stabilito da David Barnouw e Gerrold van der Stroom, edizione italiana e introduzione all'opera a cura di Frediano Sessi, trad. Laura Pignatti, Collana Opere, Torino, Einaudi, 2002, ISBN 88-06-14730-7, pp. CCXLIV-526.
- Ead., Tutti gli scritti, (contiene: Diari, Racconti dell'alloggio segreto, altri racconti, lettere, fotografie, documenti), trad. Laura Pignatti, Collana SuperET, Einaudi, Torino, I ed. marzo 2015, ISBN 978-88-06-22432-5, pp. VI-880.
- Ead., Diario, a cura di Matteo Corradini, traduzione di Dafna Fiano, prefazione di Sami Modiano, Milano, BUR Biblioteca Universale Rizzoli, 2017, ISBN 978-88-17-08569-4.

## Teatro, cinema e televisione

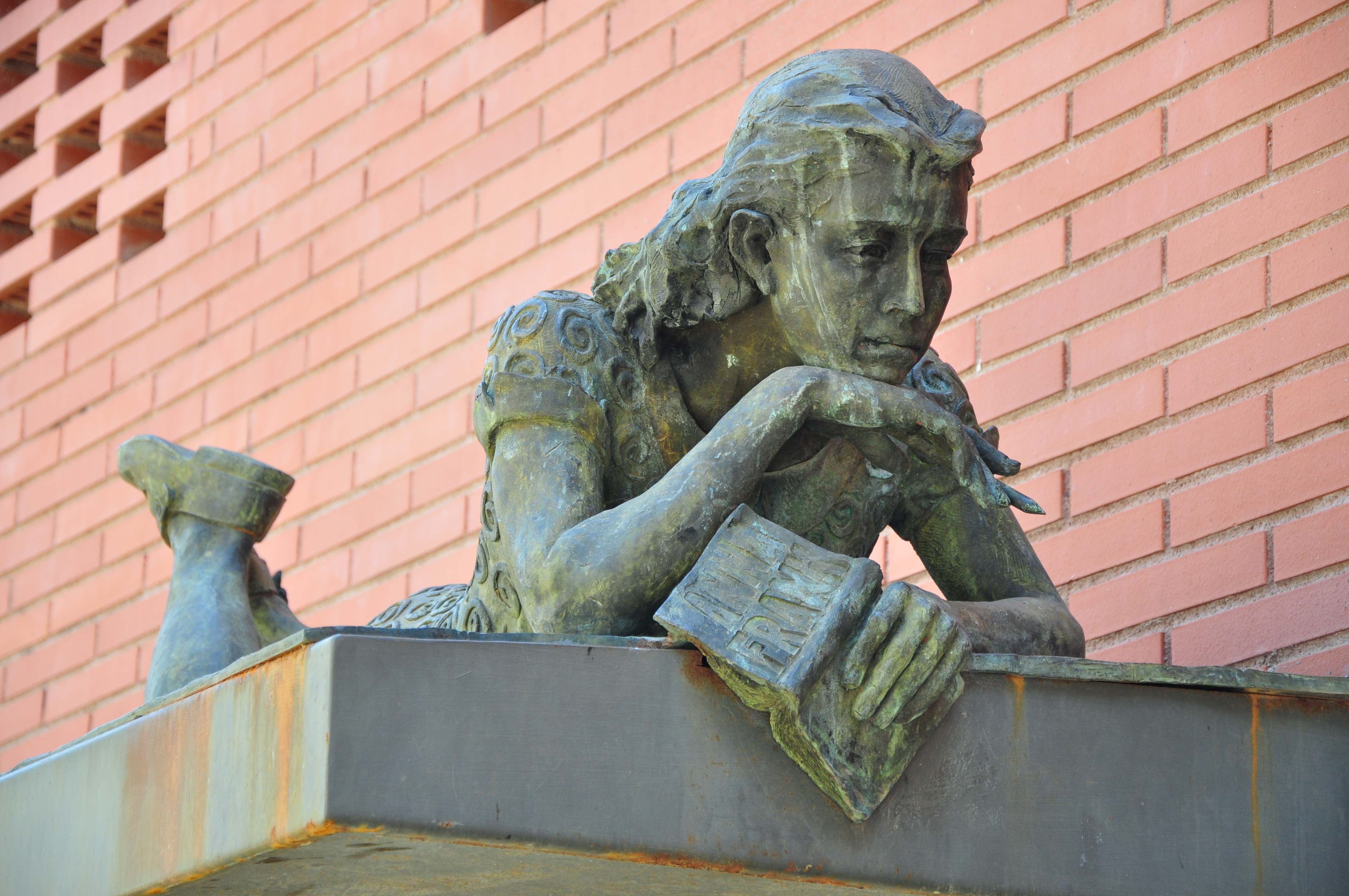
Statua commemorativa di Anna Frank a Barcellona

Esistono numerosi adattamenti del diario di Anna Frank, per il teatro, il cinema e la televisione. L'adattamento più famoso rimane quello teatrale di Frances Goodrich e Albert Hackett, che nel 1955-57 ebbe a Broadway un enorme successo con oltre 700 rappresentazioni e un revival nel 1997-98. Su questo lavoro teatrale sono basate tutte le prime versioni cinematografiche e televisive, incluso il film di George Stevens che nel 1959 sancì la popolarità internazionale della vicenda-simbolo dell'Olocausto. In anni più recenti la filmografia ha esplorato nuovi adattamenti della vicenda. Una versione musicale, El diario de Ana Frank - Un canto a la vida, è stata messa in scena a Madrid nel 2008.
L'attrice che per prima ha interpretato il ruolo di Anna Frank è stata l'allora diciannovenne Susan Strasberg nella produzione teatrale di Broadway del 1955. In seguito vi si sono cimentate altre giovani attrici come lei di aspetto adolescenziale, come Millie Perkins ed Ellie Kendrick, o attrici bambine, come Melissa Gilbert, Natalie Portman e Rosabell Laurenti Sellers. Protagonista della versione musicale spagnola del 2008 è stata Isabella Castillo; la sua interpretazione le fa vincere il premio Gran Vía come miglior giovane rivelazione.
| Anno | Anna Frank                | Teatro / Cinema / Televisione                                                                                     | Adattamento                                            | Regia                       |
| ---- | ------------------------- | --- | ------------------------------------------------------ | --------------------------- |
| 1955 | Susan Strasberg           | Il diario di Anna Frank (The Diary of Anne Frank), riduzione teatrale (Broadway)                                  | Frances Goodrich & Albert Hackett                      | Garson Kanin                |
| 1956 | Anna Maria Guarnieri      | Il diario di Anna Frank, traduzione per la scena di Laura Del Bono (Italia)                                       | Frances Goodrich & Albert Hackett                      | Giorgio De Lullo            |
| 1958 | Kati Székely              | Il diario di Anna Frank (Das Tagebuch der Anne Frank), film TV (Germania Est)                                     | Frances Goodrich & Albert Hackett                      | Emil Stöhr                  |
| 1959 | Millie Perkins            | Il diario di Anna Frank, film (USA)                                                                               | Frances Goodrich & Albert Hackett                      | George Stevens              |
| 1962 | Martine Crefcour          | Il diario di Anna Frank (Dagboek van Anne Frank), film TV (Paesi Bassi)                                           | Frances Goodrich & Albert Hackett                      |                             |
| 1967 | Diana Davila              | Il diario di Anna Frank, film TV (USA)                                                                            | Alex Segal                                             |                             |
| 1979 | Mariko Fuji (voce)        | Anne no nikki: Anne Frank monogatari ("Il diario di Anna: la storia di Anna Frank"), film d'animazione (Giappone) | Ryūzō Nakanishi                                        | Eiji Okabe                  |
| 1980 | Melissa Gilbert           | Il diario di Anna Frank, film TV (USA)                                                                            | Frances Goodrich & Albert Hackett                      | Boris Sagal                 |
| 1982 | Juliane Korén             | Il diario di Anna Frank (Das Tagebuch der Anne Frank), film TV (Germania Est)                                     | Frances Goodrich & Albert Hackett                      | Mirjana Erceg               |
| 1985 | Jip Wijngaarden           | Il diario di Anna Frank (Het dagboek van Anne Frank), film TV (Paesi Bassi)                                       | Frances Goodrich & Albert Hackett                      | Jeroen Krabbé & Hank Onrust |
| 1987 | Katharine Schlesinger     | Il diario di Anna Frank, miniserie TV in 4 episodi (UK)                                                           | Elaine Morgan                                          | Gareth Davies               |
| 1988 | Lisa Jacobs               | The Attic: The Hiding of Anne Frank, film TV (USA)                                                                | Miep Gies                                              | John Erman                  |
| 1995 | Rena Takahashi (voce)     | Anne no nikki ("Il diario di Anna"), film d'animazione (Giappone)                                                 | Hachirô Konno & Roger Pulvers                          | Akinori Nagaoka             |
| 1997 | Natalie Portman           | Il diario di Anna Frank (The Diary of Anne Frank), riduzione teatrale (Broadway revival)                          | Frances Goodrich & Albert Hackett                      | James Lapine                |
| 2001 | Hannah Taylor-Gordon      | La storia di Anna Frank (Anne Frank: The Whole Story), miniserie TV in 2 episodi (USA)                            | Kirk Ellis & Melissa Müller                            | Robert Dornhelm             |
| 2008 | Isabella Castillo         | El diario de Ana Frank - Un canto a la vida, musical (Spagna)                                                     | José Luis Tierno & Jaime Azpilicueta                   | Daniel Garcìa Chavéz        |
| 2009 | Ellie Kendrick            | Il diario di Anna Frank, miniserie TV in 5 episodi (UK)                                                           | Deborah Moggach                                        | Jon Jones                   |
| 2010 | Rosabell Laurenti Sellers | Mi ricordo Anna Frank, film TV (Italia)                                                                           | Alison Leslie Gold                                     | Alberto Negrin              |
| 2016 | Lea van Acken             | Das Tagebuch der Anne Frank, film (Germania)                                                                      | Fred Breinersdorfer                                    | Hans Steinbichler           |
| 2019 | Helen Mirren              | #AnnaFrank. Vite parallele, docu-film (Italia)                                                                    | Sabina Fedeli, Anna Migotto                            | Sabina Fedeli, Anna Migotto |
| 2021 | Ludovica Nasti            | Il nostro nome è Anna, cortometraggio (Italia)                                                                    | Cristiana Bertolotti, Federica Pannocchia, Mattia Mura | Mattia Mura                 |
| 2021 | Emily Carey (voce)        | Anna Frank e il diario segreto, film d'animazione (Belgio, Francia, Israele, Paesi Bassi, Lussemburgo)            | Ari Folman                                             | Ari Folman                  |

Ad Anna Frank la città di Parigi ha dedicato, nel 2007, un giardino: il giardino Anna Frank, nel III arrondissement.